# Henri Kréa
 (décembre 2018).
Si vous disposez d'ouvrages ou d'articles de référence ou si vous connaissez des sites web de qualité traitant du thème abordé ici, merci de compléter l'article en donnant les références utiles à sa vérifiabilité et en les liant à la section « Notes et références ».
Henri Kréa (né Henri Cachin le 6 novembre 1933 à Alger et mort à Paris le 8 décembre 2000) est un poète, écrivain, militant politique et anticolonialiste français.

## Biographie
Fruit d'une liaison de son père Charles (fils du fondateur du Parti communiste français, Marcel Cachin) venu faire son service militaire à Alger et abandonné par lui quasiment à sa naissance, Henri n'aura quasiment aucune relation avec lui et utilise le pseudonyme de Kréa, tiré du massif de Chréa, à côté de Blida, dont est originaire sa mère.
Il est le demi-frère de Françoise Cachin.
Après des études secondaires à Alger, puis au Lycée Henri-IV à Paris, il s'installe dans la capitale et tente d'entamer une carrière littéraire, dans la marge du groupe surréaliste. Il fréquente alors Malek Haddad, Kateb Yacine, Abdallah Benanteur, artistes algériens installés en France.
Il commence à publier des pièces de théâtre au début des années 1950, tout en s'engageant pour l'indépendance de l'Algérie. Membre du Parti communiste algérien, il rédige en 1957 un court manifeste intitulé La Révolution et la poésie sont une seule et même chose, publié par Pierre-Jean Oswald. Il publie en 1958 une pièce théâtrale intitulée Le Séisme, considérée comme une arme de lutte révolutionnaire.
Après un séjour à Florence, il fréquente à son retour à Paris le groupe qui, autour de Robert Antelme, Marguerite Duras et Dionys Mascolo, rédige le Manifeste des 121, dont Kréa est un des signataires.
En 1961 est publié son principal ouvrage, le roman Djamal, qui raconte l'histoire d'un Algérien issu d'un mariage mixte. Il tente alors de développer une expression littéraire dans un français « créolisé », mais l'initiative est sans écho ni lendemain.
Après l'indépendance, il réside principalement en France, où il poursuit son travail d'écrivain : théâtre et poésie dominent sa production. Mais c'est comme journaliste, à France-Soir et pour l'hebdomadaire Télé 7 jours qu'il gagne sa vie.
Il est l'un des meilleurs poètes algériens de sa génération. Il a publié des livres pleins de 'beautés violentes' (Gabriel Audisio) inspirés par la résistance clandestine, puis par la guerre de son peuple. Son vers libre, saccade, doit quelque chose de son imagerie à Lautréamont et à Césaire :
Car sur le continent humain

Il est désormais fratricide

De toucher à un cheveu de l'homme

L'arbitraire est passible

De relégation dans la contrée mentale

Des chacals...

## Principales œuvres
Poésie
- Liberté première, Paris, P.-J. Oswald, 1957
- La Leçon des ténèbres, éditions Spartacus, 1957
- Inconnues, éditions La Poésie, 1965
- Diluviennes, Éditions universitaires, 1966
- Les Nuages de Magellan, La Poésie rare, 1966
- Poèmes en forme de vertige, Seghers, 1967

Roman
- Djamal, Calmann-Lévy, 1961

Théâtre
- Le Séisme au bord de la rivière, Paris, P.-J. Oswald, 1958
- Le Ravin de la femme sauvage, P.-J. Oswald, 1959

Autres
- La révolution et la poésie sont une seule et même chose, Paris, P.-J. Oswald, 1957
- La Conjuration des égaux, Présence africaine, 1964

Anthologie
- Jean Sénac, Le Soleil sous les armes, Éléments d'une poésie de la Résistance algérienne, Rodez, Subervie, 1957. Repris dans Jean Sénac, Le Soleil sous les armes, suivi de Jean Sénac vivant, préface de Nathalie Quintane, postface de Lamis Saïdi, Terrasses éditions, Marseille, 2020.